# Coltellino svizzero

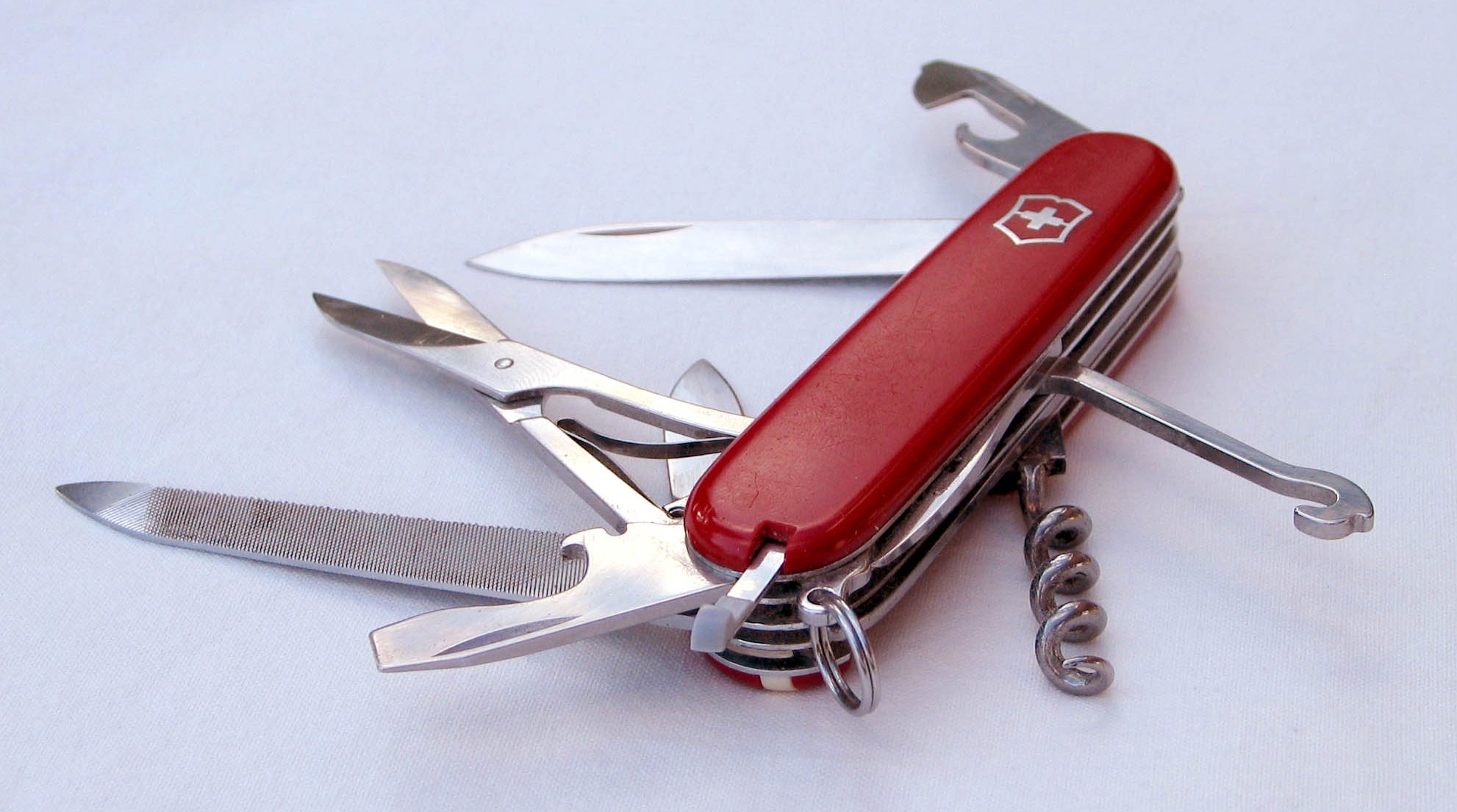
Un coltellino svizzero Victorinox

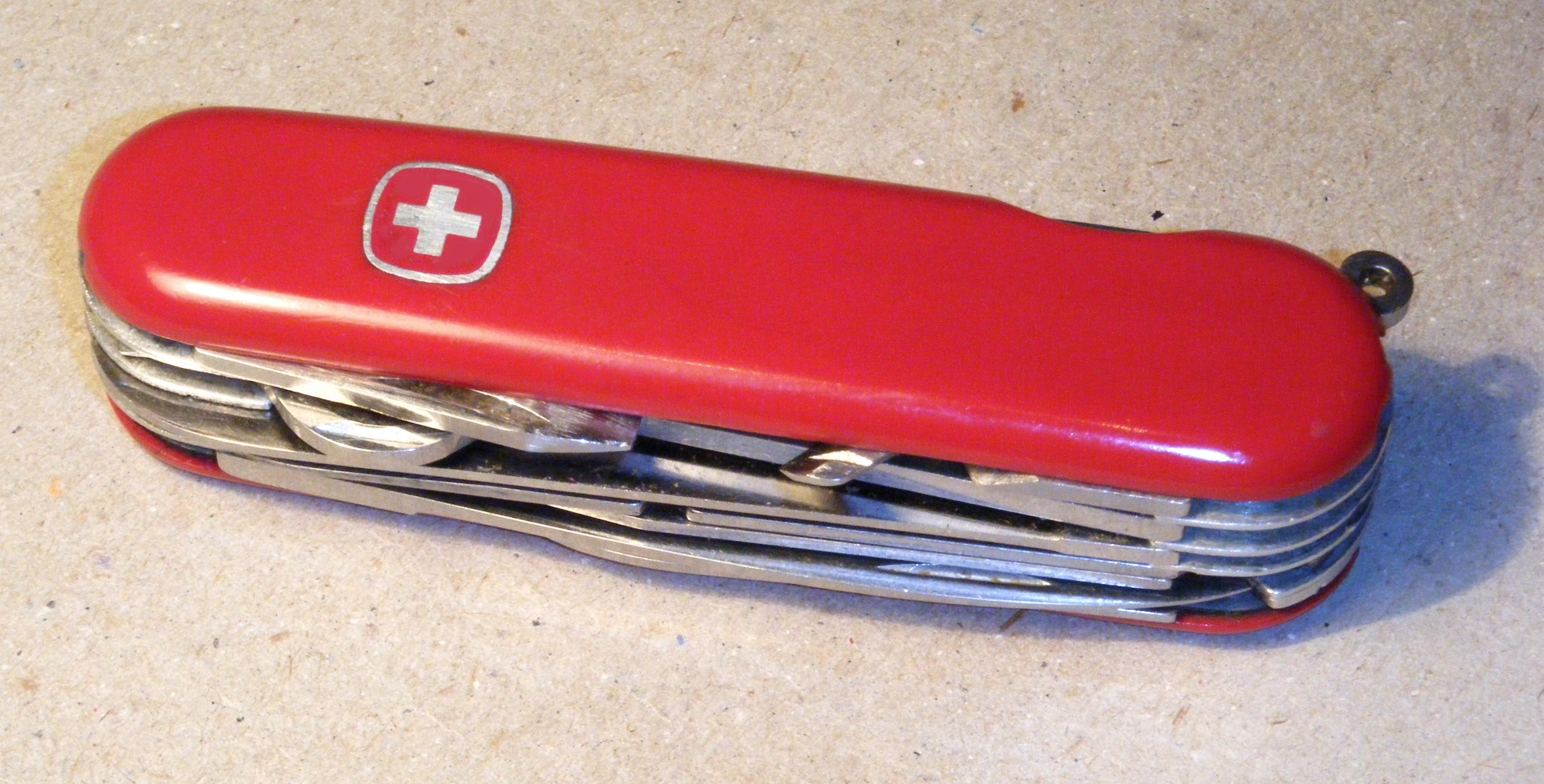
Un coltellino svizzero Wenger

Il coltellino svizzero (più formalmente coltello dell'esercito svizzero) è un attrezzo multifunzione, detto così perché adottato inizialmente dall'esercito svizzero.
Il coltello dell'esercito svizzero è prodotto da Victorinox che dal 2013 ha assorbito l'altro storico produttore, Wenger, di cui già deteneva il controllo dal 2005.

## Storia
Nel 1891, Karl Elsener, il fondatore della Victorinox, iniziò a rifornire l'esercito della Svizzera di coltelli fabbricati nella stessa confederazione, non avvalendosi di importazione dalla Germania. I primi modelli avevano il manico in legno, ed erano dotati di una lama, un cacciavite, un apribottiglie e un punteruolo. Nel 1897, Elsener sviluppò una versione che usava uno speciale meccanismo a molla che permetteva a più utensili di essere contenuti in un manico di pari dimensioni.
Sembra che il tradizionale colore rosso del manico sia stato scelto perché è facilmente visibile se il coltello cade nella neve, oltre a richiamare, assieme alla croce bianca, la bandiera della Svizzera.
Nel 2013 Victorinox, che dal 2005 ha il controllo di Wenger, decide di trasferire nella propria gamma produttiva anche quella della società controllata.

## Descrizione
È un piccolo coltello dalla lama ripiegabile dotato di molti altri attrezzi, che possono comprendere stuzzicadenti, forbici, pinzette, apribottiglie e cacciaviti. Tutti gli attrezzi sono ripiegati all'interno del manico e vengono estratti per l'uso.
Esistono molti tipi diversi di coltellino svizzero, ma non tutti sono "autentici", nel senso che spesso impropriamente si chiama "coltellino svizzero" anche qualsiasi temperino con caratteristiche analoghe, benché non prodotto dalle canoniche Victorinox o Wenger (volgarizzazione del marchio commerciale).
La gamma dei modelli è vastissima, si va dai modelli base a due lame fino a coltellini svizzeri che dispongono di cinquanta utensili. Il tipo di utensili che si possono trovare in un coltellino svizzero è limitato solo dalle dimensioni dell'oggetto e dalla fantasia dei progettisti. Ad esempio si possono trovare vari tipi di cacciaviti, brugole, lame, altimetri, lenti d'ingrandimento, posate, limette per unghie. Negli ultimi modelli sono addirittura comparsi strumenti come i puntatori laser per le lavagne luminose e le memorie USB. Per i collezionisti esistono perfino varianti con brillanti, oro o platino.
I coltellini svizzeri di Victorinox e Wenger possono essere riconosciuti immediatamente dai loro loghi; la croce della Victorinox è racchiusa in uno scudo con simmetria bilaterale, mentre quella della Wenger è racchiusa da un diamante arrotondato con simmetria quadrilaterale.

Logo Victorinox
Logo Wenger

## Modelli
Accanto alla produzione del classico coltellino, Victorinox produce e commercializza anche il cosiddetto SwissTool: uno strumento multifunzione (una pinza ripiegabile con lame ed accessori a scomparsa nei manici) simile all'americano Leatherman Tool. Victorinox è proprietaria del marchio "Swiss Army".

### Modelli delle forze armate svizzere

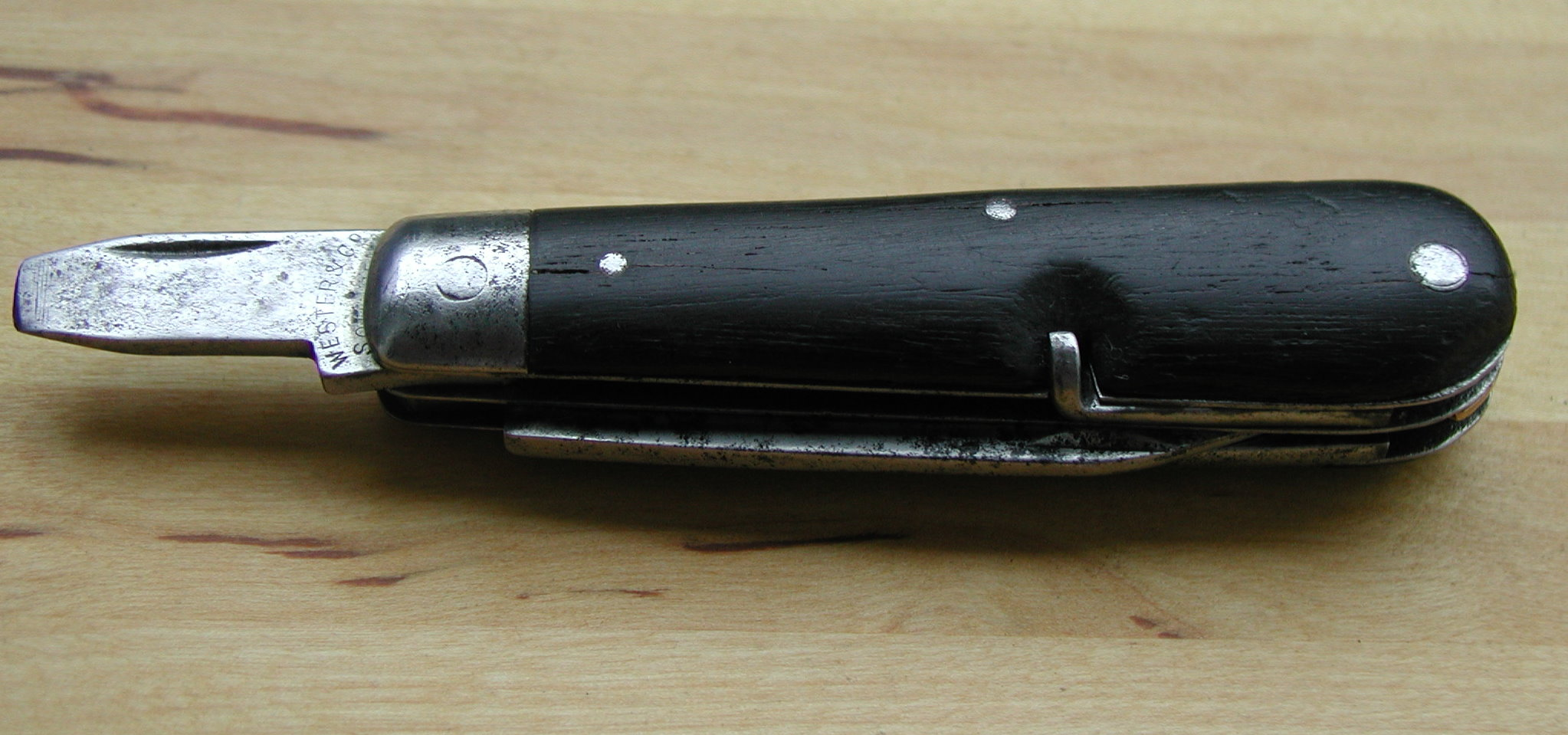
Modell 1890, Il primo Schweizer Soldatenmesser
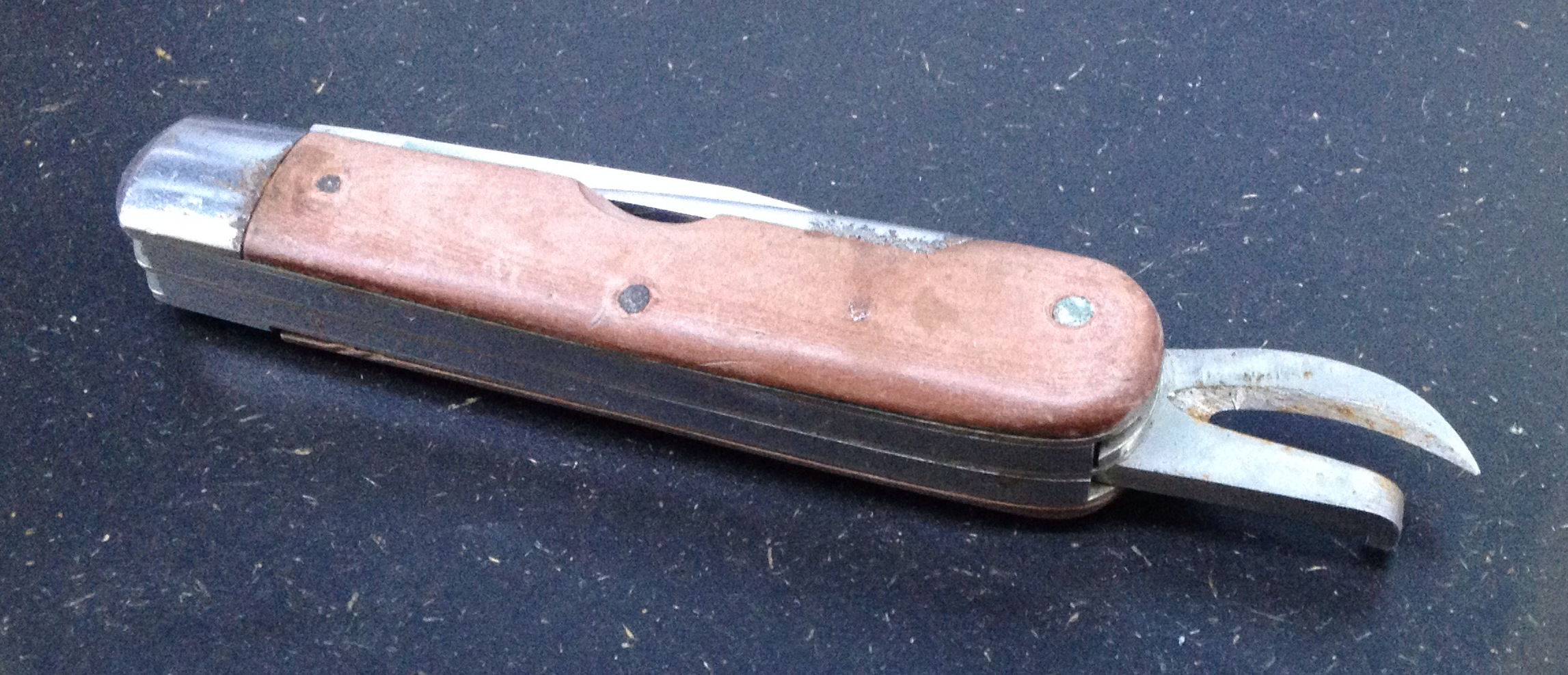
Modell 1908, impiegato dal 1908 al 1951
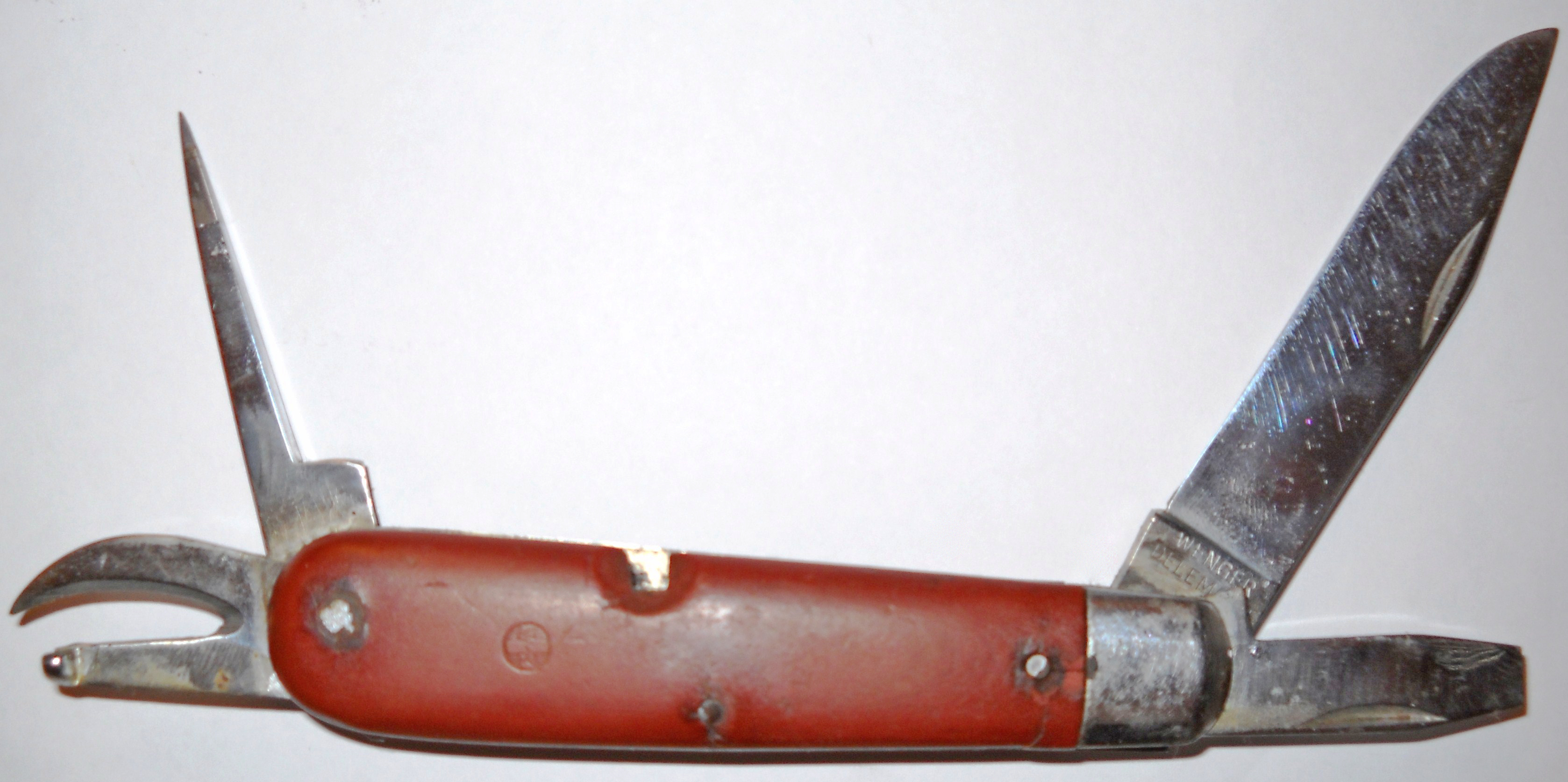
Modell 1951, impiegato dal 1951 al 1961
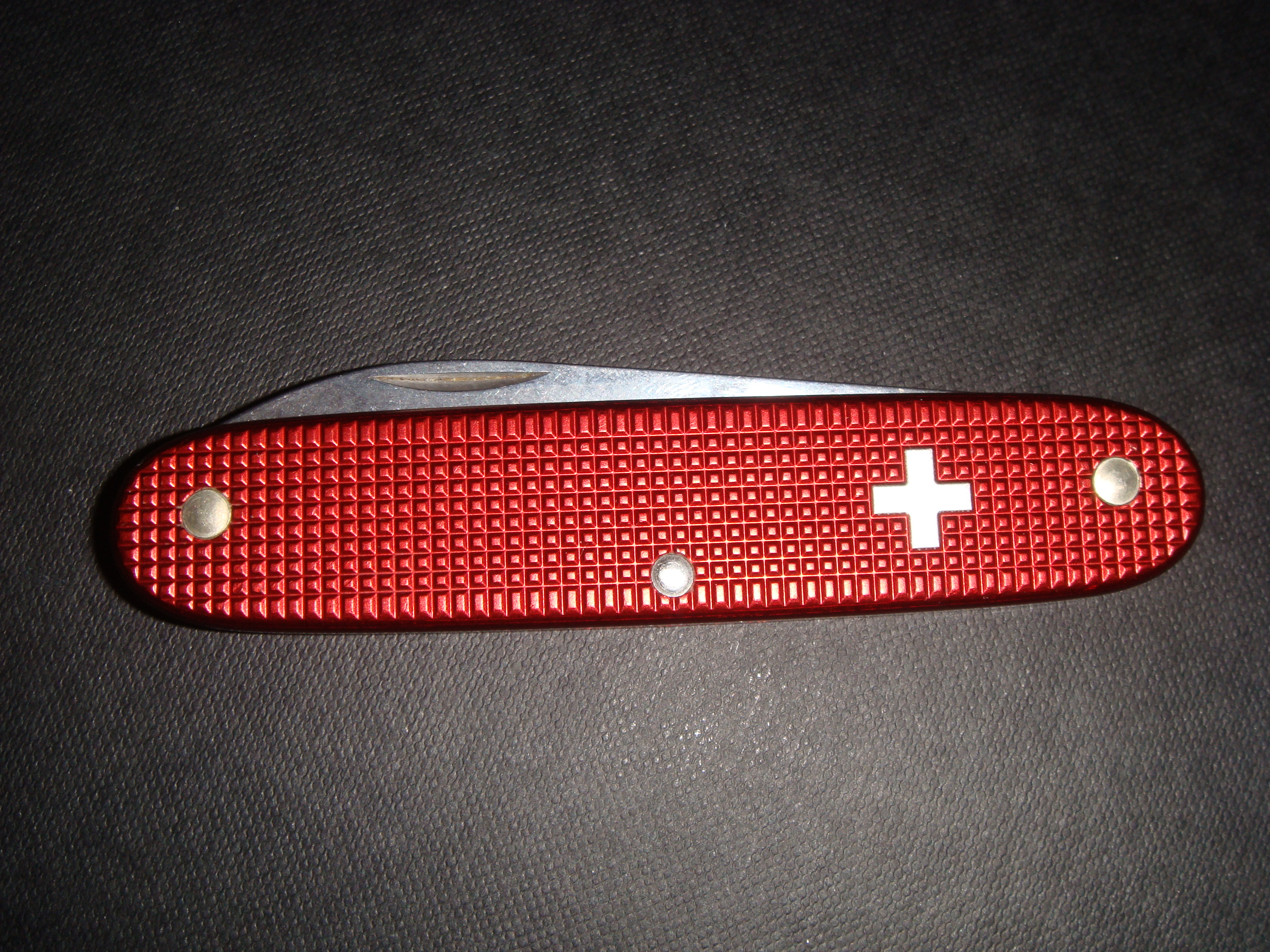
Modell 1961 (rosso), impiegato dal 1961 al 1965
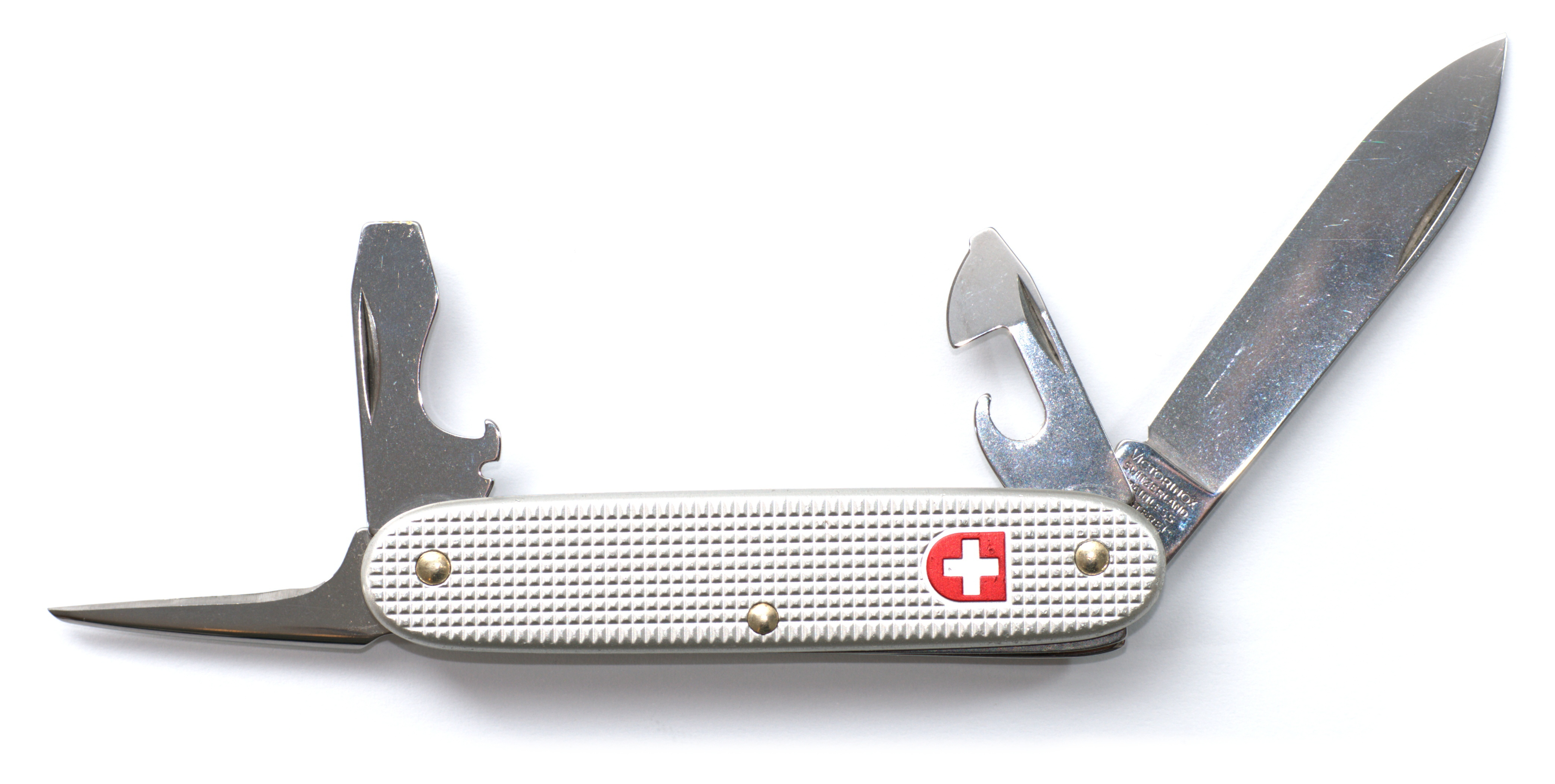
Modell 1961, Ausführung 1994, impiegato dal 1994 al 2008
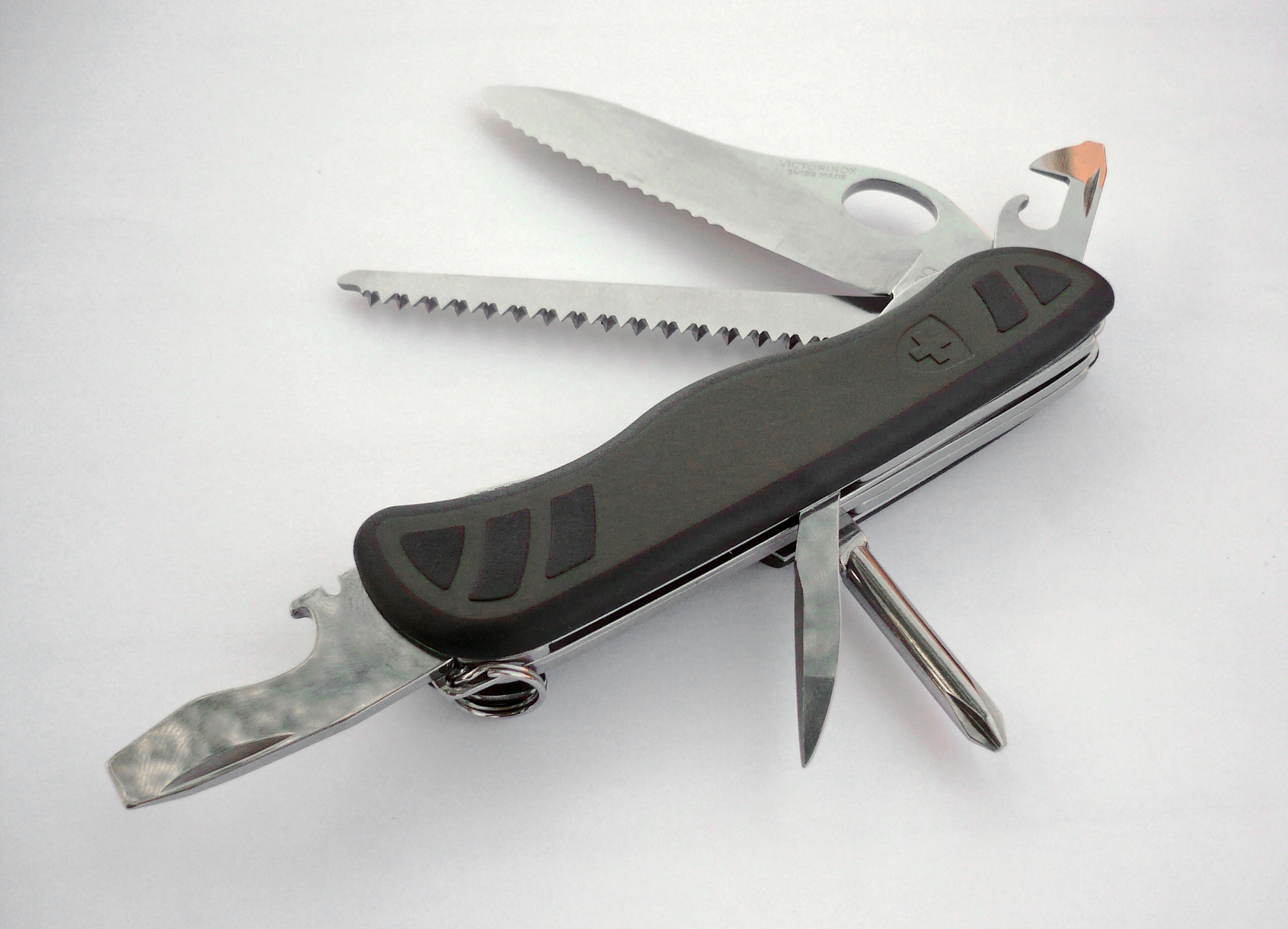
Soldatenmesser 08, impiegato dal 2008

### Modelli delle forze armate tedesche

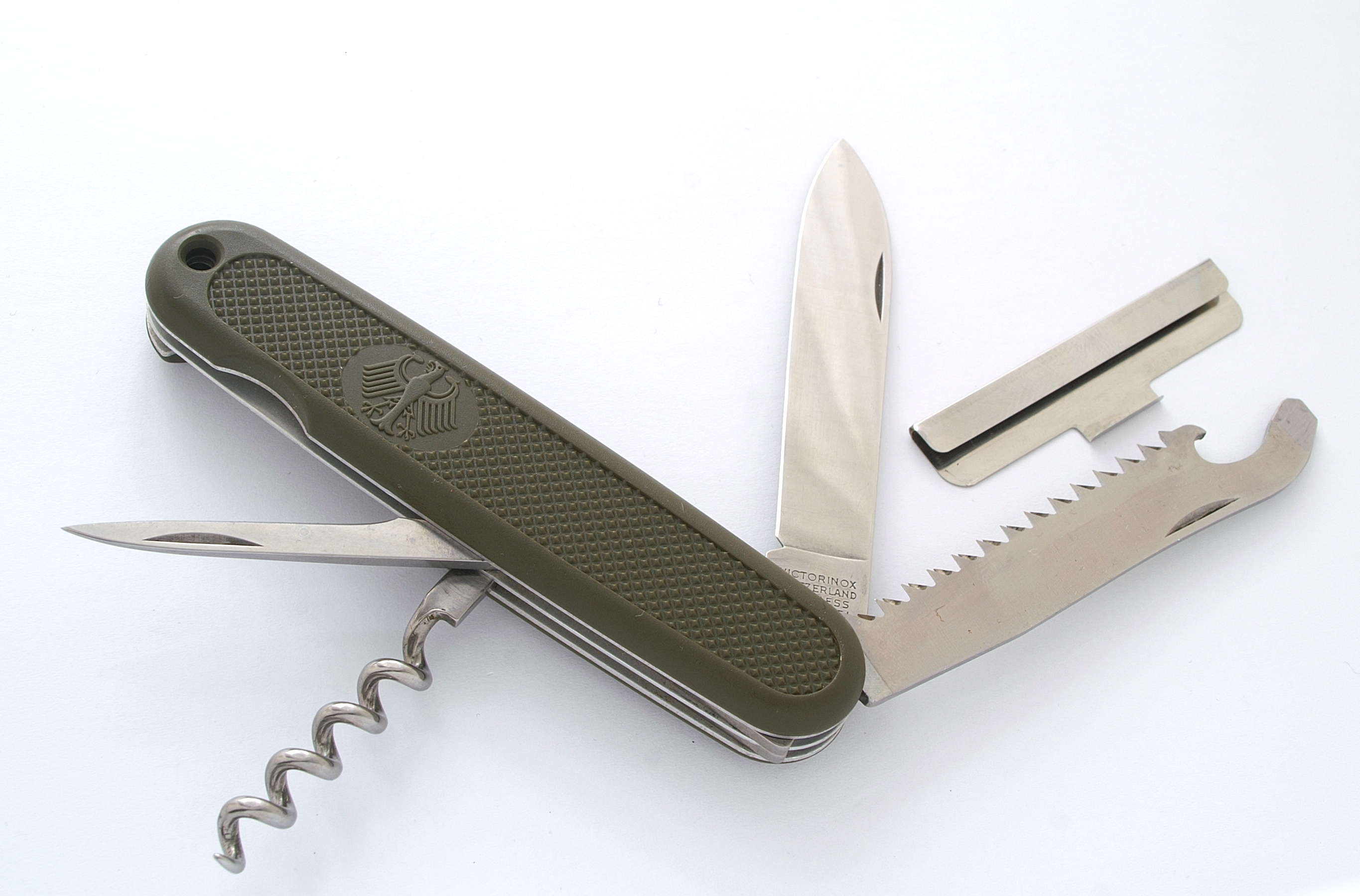
Taschenmesser della Bundeswehr (impiegato dal 1976)
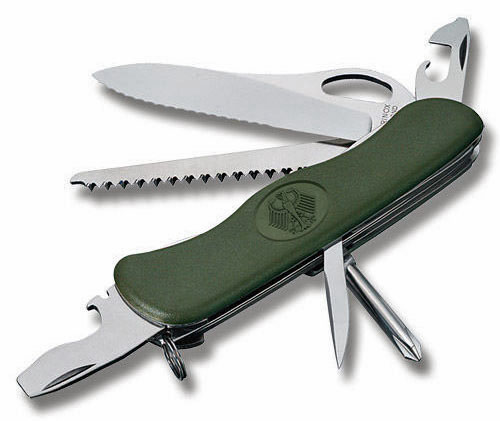
Einhandmesser della Bundeswehr (impiegato dal 2008)

### Modelli di altre forze armate

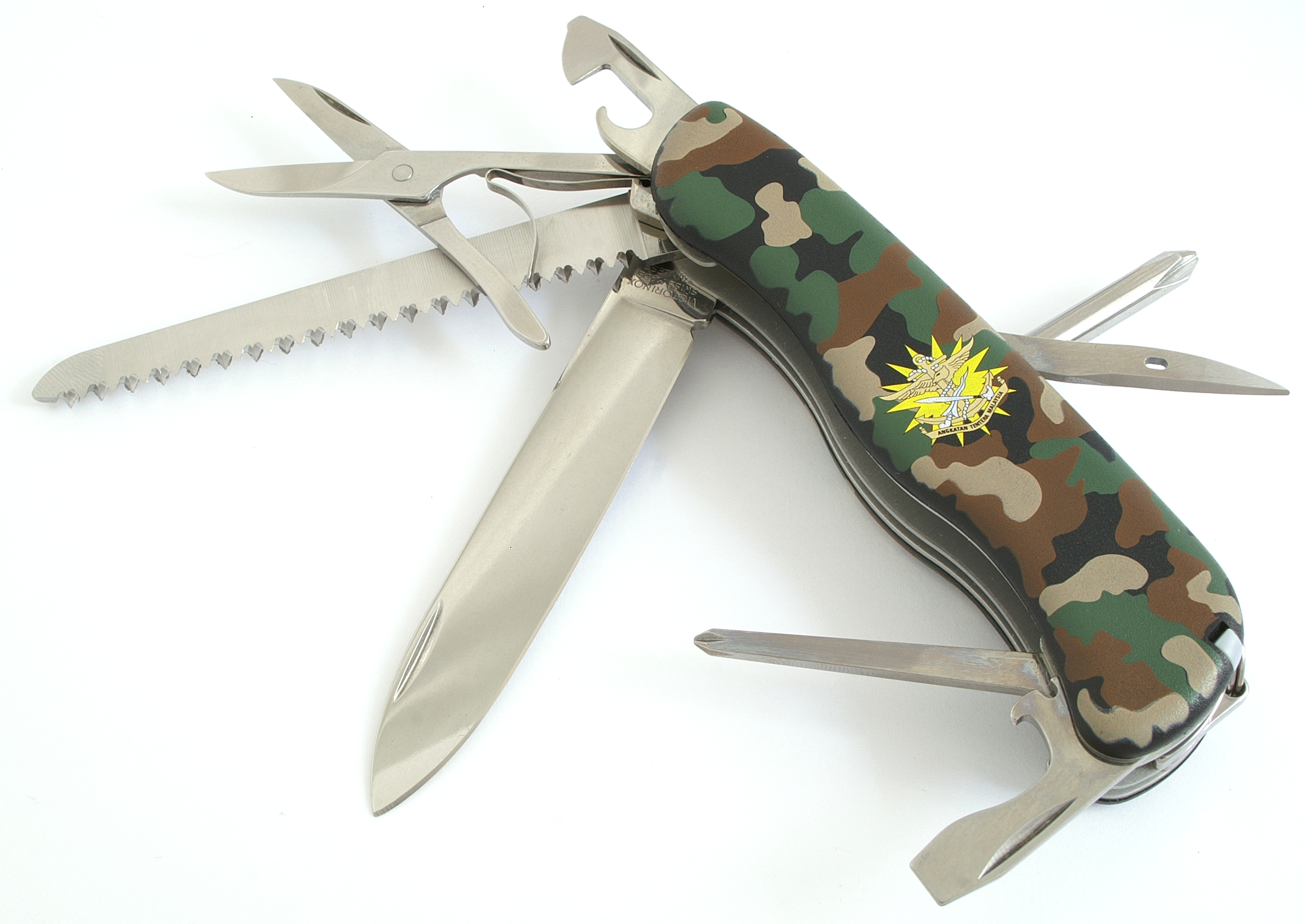
Taschenmesser delle Forze armate Malesi (impiegato dal 2008)

## Dati statistici
Sino al 2013 i due principali produttori sono stati Victorinox e Wenger, che riforniscono l'esercito svizzero con circa 50 000 esemplari all'anno (25 000 a testa). Il grosso della produzione (7 milioni di pezzi all'anno) è riservata all'esportazione, soprattutto negli Stati Uniti. Ad ogni astronauta della NASA, ad esempio, è dato in dotazione un Victorinox Master Craftsman.

## Media
Nella serie televisiva MacGyver vengono usati dal protagonista un Victorinox e un Wenger.